# Caso argentino por venta de armas a Ecuador, Croacia y Bosnia

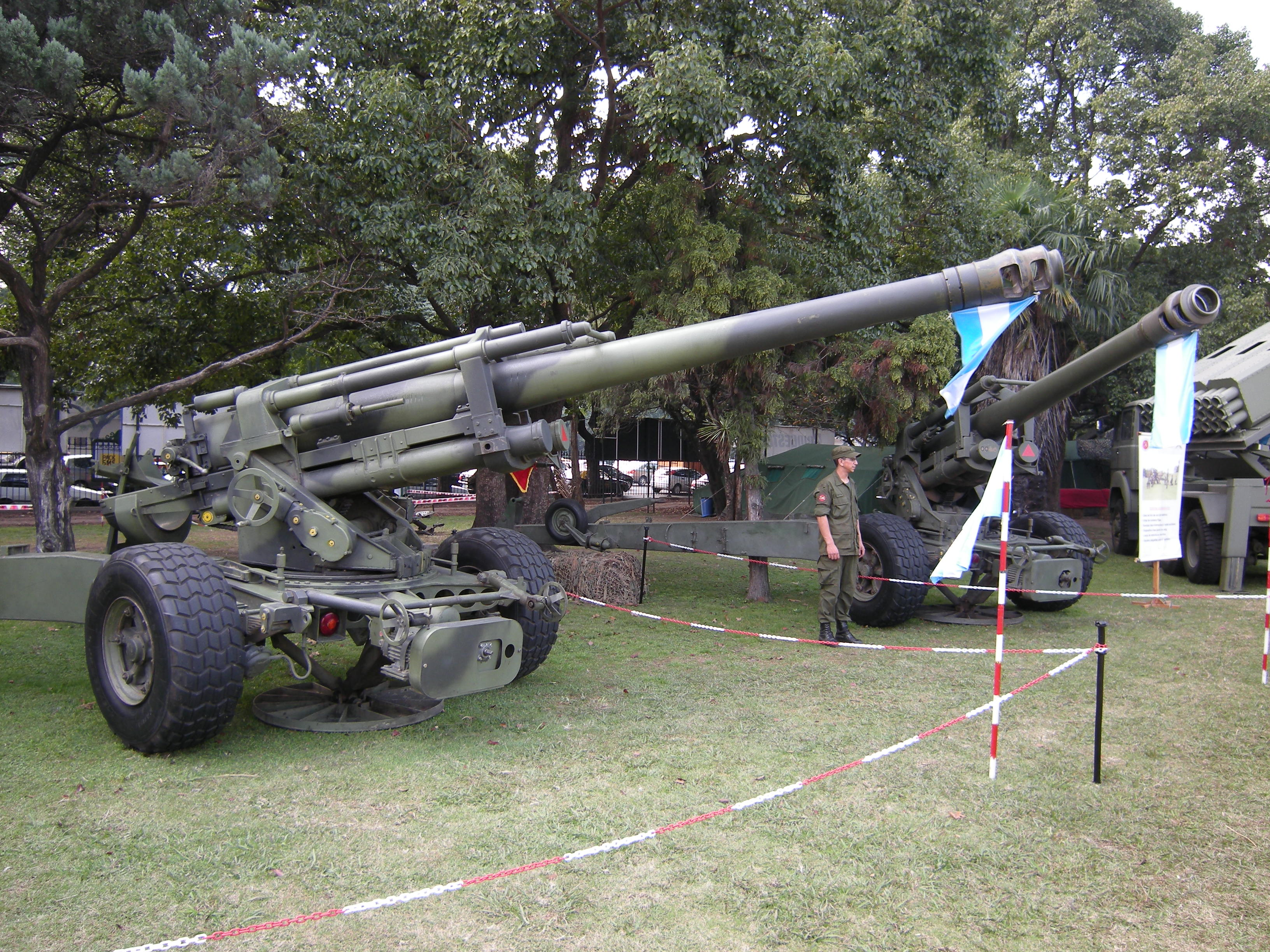
Cañón CITER L33 de 155 mm. Argentina envió unos 40 de ellos a Croacia, Bosnia y Ecuador.

La venta de armas a Ecuador, Croacia y Bosnia-Herzegovina fue un escándalo político que tuvo lugar durante la presidencia de Carlos Menem (1989-1999) en Argentina, y se refiere a una serie de ventas ilegales de armamentos fabricados en la Fábrica Militar de Río Tercero en Argentina, utilizados por Croacia y Bosnia-Herzegovina en las Guerras Yugoslavas y por Ecuador en la Guerra del Cenepa contra el Perú. Las operaciones ilegales incluyeron la voladura de la Fábrica Militar de Río Tercero en 1995, que mató a siete personas, hirió a más de trescientas y destruyó parte de esa ciudad, que tramitó en un juicio diferente, donde se dictó sentencia condenatoria en 2014. 
En 2018, veintitrés años después, la Cámara Nacional de Casación Penal de Argentina, absolvió a todos los acusados argumentando que el tiempo que le llevó al poder judicial argentino resolver un caso relativamente simple, implicaba una violación a los derechos humanos de los acusados.
Estados Unidos y la OTAN instigaron el envío de armas a Croacia y Bosnia-Herzegovina desde Argentina y, en menor medida, desde Chile, con el fin de impedir el triunfo de Serbia, país al que apoyaban Rusia e Israel, y que involucró también a Irán, Turquía, Malasia, Pakistán, Hungría, Arabia Saudita y Chile; en el caso de Chile se usaron redes de inteligencia remanentes de las creadas para el terrorismo de Estado en las décadas de 1970 y 1980, como el Plan Cóndor. Altos funcionarios croatas han declarado públicamente que gracias al envío de armas argentinas esa nación pudo armarse para defenderse y que ello permitió detener la guerra.

## Antecedentes
Durante la última dictadura (1976-1983) y el gobierno de Raúl Alfonsín (1983-1989), Argentina había participado en operaciones clandestinas de venta de armas a Irán, durante la guerra que ese país llevó adelante con Irak entre 1980 y 1988. En esa ocasión Argentina formaba parte de operaciones triangulares con Estados Unidos e Israel, para ocultar que esos dos países suministraban armas a Irán. El caso alcanzó el grado de escándalo mundial en 1986, con el nombre de Irangate, cuando un periódico libanés realizó la denuncia. La participación argentina quedó expuesta en 1981, cuando el capitán de la Fuerza Aérea Argentina resultó muerto en la colisión aérea en Armenia de 1981, como tripulante de un avión Canadair CL-44 de la empresa Transporte Aéreo Rioplatense cuando volvía de entregar armas en Teherán.

## Hechos
Desde 1992, diversas fuentes dieron cuenta del uso de armas argentinas por parte de Croacia en las Guerras Yugoslavas (1991-2001), y más adelante por parte de Bosnia-Herzegovina en el mismo conflicto, así como por parte de Ecuador en la Guerra del Cenepa (1995) contra el Perú.
En esos años gobernaba la Argentina el presidente Carlos Menem (1989-1999), quien firmó con el ministro de Defensa Oscar Camilión, tres decretos secretos entre 1991 y 1995 autorizando la venta de armas de guerra fabricadas en la Fábrica de Armas de Río Tercero, a Panamá (los dos primeros) y Venezuela (el tercero). Esas armas fueron las que finalizaron en manos de los ejércitos croata, bosníaco y ecuatoriano, y no habían sido encargadas ni por Panamá, ni por Venezuela. Adicionalmente, Panamá para esa época había sufrido la disolución de su ejército, como consecuencia de la invasión estadounidense de 1989.
En el caso de Croacia y Bosnia-Herzegovina, el Consejo de Seguridad de las Naciones Unidas había impuesto en 1991 un embargo general de armas. Pese a ello, investigaciones parlamentarias y periodísticas de Estados Unidos revelaron que ese país y la OTAN promovieron la violación del embargo con el fin de armar a Croacia y Bosnia-Herzegovina, contra Serbia.
En el caso del enfrentamiento entre el Perú y el Ecuador, Argentina era uno de los garantes de la paz entre ambos países acordada en el Protocolo de Río de Janeiro de 1942.
El 3 de noviembre de 1995 se produjeron una serie de grandes explosiones en la Fábrica de Armas de Río Tercero que mataron a siete personas, hirieron a más de trescientas y dañaron un sector de la ciudad de Río Tercero. La investigación judicial reveló que se trató de un acto intencional con el fin de destruir pruebas de las ventas de armas a Ecuador y Croacia.

## Contexto

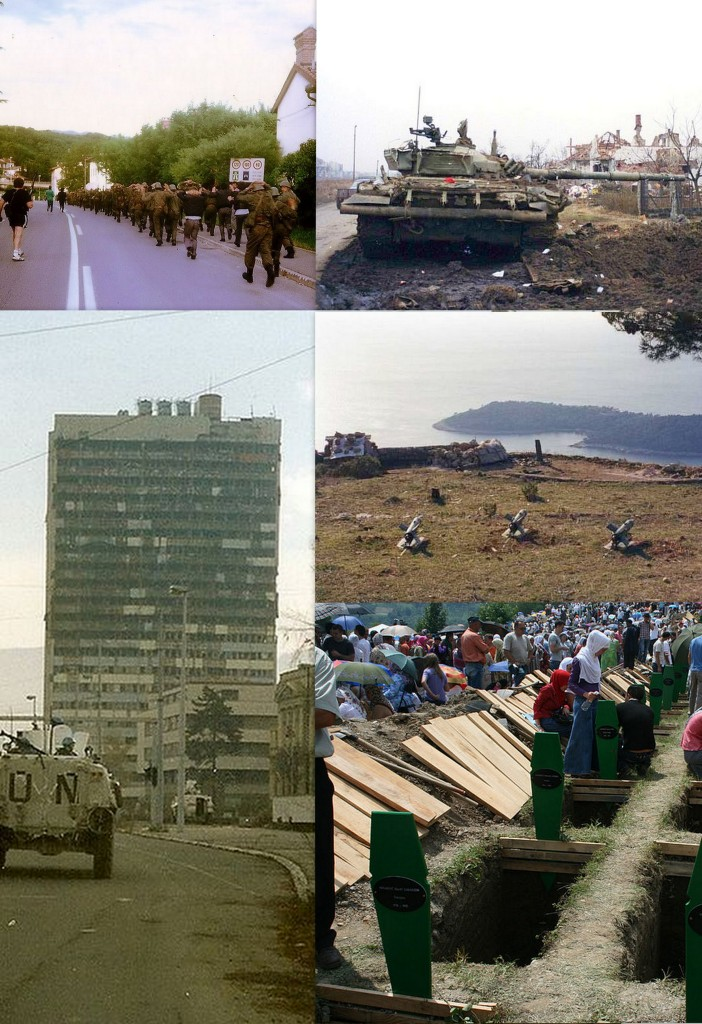
Escenas de las Guerras Yugoslavas (1991-2001).

### Guerras yugoslavas
Las guerras yugoslavas (1991-2001) fueron una serie de violentos y crueles conflictos bélicos, plagados de violaciones de derechos humanos, de implicancias étnico-religiosas, que enfrentaron a las naciones y pueblos que integraban Yugoslavia, luego de que este país europeo se desintegrara en el marco del fin de la Guerra Fría. Yugoslavia había sido un Estado tapón de alta importancia estratégica, ubicado justo en la línea que dividía los bandos comunista y capitalista de Europa, manteniendo una postura no alineada. La caída del Muro de Berlín (1989) y la implosión de la Unión Soviética (1991), desequilibraron los precarios lazos interétnicos e interreligiosos, al interior de Yugoslavia y causaron un realineamiento de sus nacionalidades internas (croatas, bosníacos, serbios, eslovenos, macedonios, albaneses, etc.) en función del nuevo orden mundial que se abrió a partir del triunfo de Estados Unidos en la Guerra Fría. En ese proceso de reordenamiento estratégico de las potencias mundiales, Estados Unidos y la OTAN apoyaron a Croacia y a Bosnia-Herzegovina (mayoría musulmana), mientras la debilitada Rusia, apoyó a Serbia (mayoría cristiana ortodoxa).

### Guerra del Cenepa
Perú y Ecuador se enfrentaron breve pero cruentamente, durante cinco semanas en 1995, en la llamada Guerra del Cenepa. La causa del conflicto fue la frontera aún no delimitada en el área del Río Cenepa y la Cordillera del Cóndor, así como la salida de Ecuador al río Amazonas. Ambos países se habían enfrentado en la Guerra peruano-ecuatoriana de 1941, que concluyó con el acuerdo de paz alcanzado al año siguiente en el Protocolo de Río de Janeiro, que instituyó a la Argentina como uno de los cuatro países que asumían la responsabilidad de garantizar la paz, junto a Brasil, Chile y Estados Unidos.

## Operaciones clandestinas

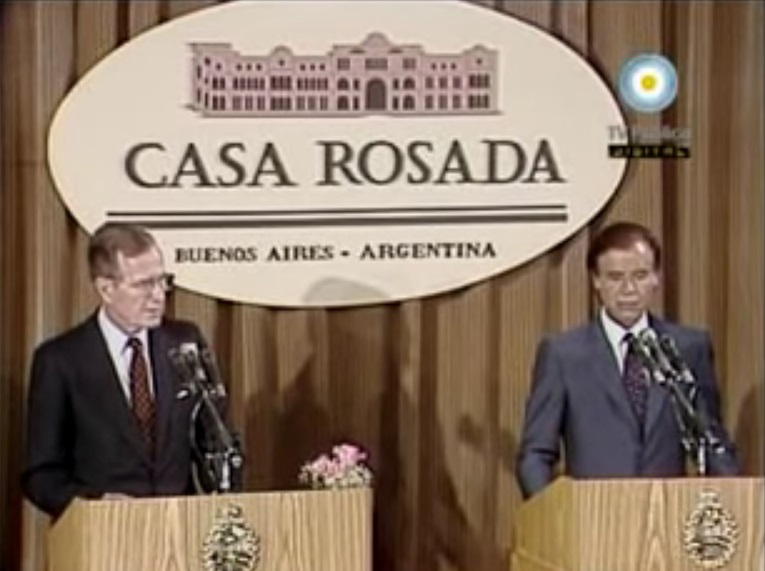
El presidente de EE. UU. George H. W. Bush visita la Argentina en 1990. La política exterior de Menem promovió un fuerte acercamiento a EE. UU.

La Argentina, al igual que Brasil y Chile, tenía por entonces un considerable arsenal armamentístico y una importante infraestructura industrial de producción de armas, debido al poder político alcanzado por las Fuerzas Armadas, consolidado con las dictaduras cívico-militares apoyadas por Estados Unidos en el marco de la Guerra Fría, que se generalizaron en la región, en las décadas de 1970 y 1980. Argentina puntualmente mantenía el arsenal acumulado para la guerra de las Malvinas de 1982 y la Operación Soberanía en 1978, que puso a Argentina y Chile al borde de la guerra. Simultáneamente Argentina había iniciado un proceso de desmilitarización, formando una alianza estratégica con Brasil que dio origen al Mercosur y a la cancelación de las hipótesis de guerra con el Reino Unido, Brasil y Chile, que habían dominado la política de defensa a lo largo de todo el siglo XX.
Carlos Menem (1989-1999) asumió la presidencia en 1989, en el preciso momento que caía el Muro de Berlín. El reordenamiento completo del tablero mundial, lo llevó a un acercamiento político, económico y militar con Estados Unidos, inédito para un gobierno democrático argentino, que llevó al país a entrar en guerra contra Irak en la Guerra del Golfo (1990-1991) y a obtener en 1997 el rango de aliado importante extra-OTAN. En ese marco de relaciones se produjo el envío clandestino de armas a Croacia. El fuerte involucramiento de Argentina en la conflictividad bélica internacional durante la década de 1990, se relaciona con los dos grandes atentados terroristas sufridos en ese momento, el atentado a la embajada de Israel de 1992, con un saldo de 22 muertos, y el atentado a la AMIA de 1994, con un saldo de 85 muertos.
Las Guerras Yugoslavas fue el primer enfrentamiento bélico luego de finalizada la Guerra Fría. Estados Unidos y la OTAN intervinieron en la misma con el objetivo de tomar posiciones en esa región estratégica ubicada en el corazón de Europa, respaldando a Croacia y a Bosnia-Herzegovina, y enfrentando a Serbia, que tenía el apoyo de Rusia. Pero el embargo de armas que las Naciones Unidas había establecido en la región, les impedía intervenir abiertamente. Esa fue la razón que llevó a la organización de un mecanismo clandestino de alcance global, que permitiera violar el embargo para armar a las tropas croatas. Argentina fue integrada a ese mecanismo, y también lo fue Chile, aunque en una magnitud mucho menor. Las operaciones de contrabando de armas hacia Croacia y Bosnia Herzegovina, impulsadas por Estados Unidos y la OTAN, alcanzaron una enorme magnitud e involucraron también a Irán, Turquía, Paquistán, Hungría, Malasia y Arabia Saudita.
Para poner en marcha la operación, Menem firmó tres decretos secretos (1697/1991, 2283/1991 y 103/1995), refrendados por los ministros Erman González, Guido Di Tella y Domingo Cavallo. Los decretos simulaban ventas de armas a Panamá y Venezuela, pero los embarques eran remitidos a Croacia, Bosnia Herzegovina y Ecuador. Los decretos también establecieron que las armas se entregaran a la empresa Debrol, del traficante de armas y coronel retirado Diego Palleros, quien era el encargado de organizar el transporte de las mismas. En el caso de Ecuador en cambio, intervino el traficante de armas francés Jean Bertrand Lasnaud, secundado por el capitán de navío retirado Horacio Estada.
Para ejecutar la misión, el Ejército argentino realizó una enorme operativo logístico, que vació los arsenales de los cuarteles, para llevar primero las armas a la Fábrica Militar de Armas de Río Tercero, en Córdoba, donde se borraron los números de serie y el escudo argentino, y luego volver a trasladarlas a los puertos en los que fueron embarcadas. Al finalizar las operaciones en 1995, la fábrica de Río Tercero fue volada intencionalmente, para borrar las pruebas, causando siete muertos, más de trescientos heridos y la destrucción de parte de la ciudad.

## Detalle de las armas enviadas

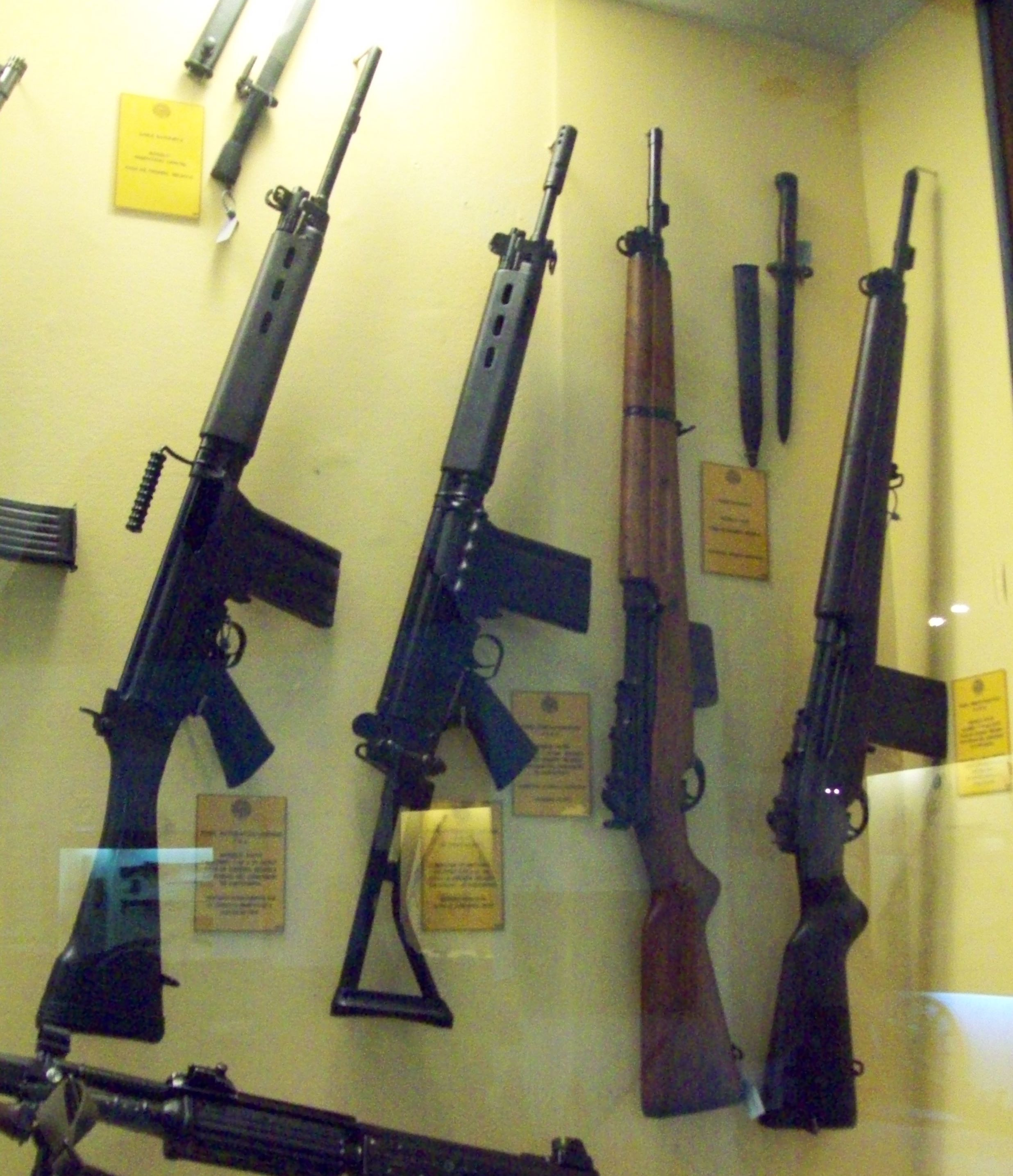
Modelos de Fusil Automático Ligero (FAL) enviados a Croacia y Ecuador.

Se estima que se traficaron un total de 6500 toneladas de armas y municiones, valuadas en unos 100 millones de dólares, monto equivalente al total de las ventas anuales de armas de Brasil, el mayor productor de armas entre los países en desarrollo, con una participación en el mercado mundial de casi el 10 %. Con ellas se podían armar al menos unos 40 000 soldados. Para enviar las armas a Croacia fueron necesarios siete embarques con más de 400 contenedores.
| Detalle de las armas enviadas        | Detalle de las armas enviadas |
| Elemento                             | Unidades                      |
| ------------------------------------ | ----------------------------- |
| Cañones de 105 y 155 mm              | 40                            |
| Granadas de mano FMK-2               | 50 000                        |
| Granadas de fusil                    | 5000                          |
| Cascos de acero M-1                  | 12 000                        |
| Fusiles FAL FSL                      | 4000                          |
| Fusiles FAL IV                       | 16 000                        |
| Fusiles FAP                          | 1000                          |
| Subfusiles FMK-5                     | 4000                          |
| Pistolas ametralladoras FMK-3        | 4000                          |
| Pistolas Browning HP-35 9 mm         | 9000                          |
| Fusiles Sniper Mauser con mira Zciss | 200                           |
| Cargadores para FAL                  | 75 000                        |
| Cargadores para FMK-3                | 30 000                        |
| Cargadores para pìstolas             | 18 000                        |
| Contenedores metálicos de 20'        | 100                           |
| Cartuchos de 12,7 mm perforantes     | 2 000                         |
| Cartuchos de 7,62 mm                 | 6 000                         |
| Cartuchos de 5,56 mm                 | 1 000                         |
| Cartuchos de 9 mm                    | 2 000                         |
| Cargas para mortero de 60/81 mm      | 16 000                        |
| Cargas para mortero de 60/81 mm      | 16 000                        |
| Fuente: Luis Piñeiro (Defensa.com).  |                               |

Las armas fueron construidas por la empresa estatal-militar Fabricaciones Militares (FM), principalmente en la Fábrica Militar de Río Tercero, o tomadas directamente de los arsenales del Ejército Argentino. La mayoría de ellas, aunque no todas, fueron también transportadas previamente a la fábrica de Río Tercero, para borrarles el número de serie y el escudo argentino. Pese a ello en Croacia fueron halladas armas que tenían los números de serie y el escudo argentino.
La mayor parte de las armas fueron enviadas a Croacia y Bosnia-Herzegovina, pero una parte sustancia importante fue enviada a Ecuador, entre ellas casi todos los cañones. En total Argentina le vendió a Ecuador 75 toneladas de armas y municiones, valuadas en 33 millones de dólares. Según el periódico peruano El Comercio, la lista de armas enviadas a Ecuador incluyó 8000 fusiles FAL, 36 cañones de 105 y 155 milímetros, 10 000 pistolas, 350 morteros, 50 ametralladoras pesadas y munición, 58 millones de balas, 45 000 proyectiles de cañón, 9000 granadas y 200 toneladas de explosivos.

## Aspectos diplomáticos

### Con Estados Unidos
El envío de armas a Croacia y Bosnia-Herzegovina fue parte de un contexto de fuerte subordinación de Argentina a los lineamientos señalados por Estados Unidos, dispuesto como política internacional y militar por el entonces presidente Carlos Menem. El grado de subordinación a EE. UU. constituyó un dato inédito para un gobierno democrático argentino, y llevó al país a entrar en guerra contra Irak en la Guerra del Golfo (1990-1991) y a obtener en 1997 el rango de aliado importante extra-OTAN.
El fuerte involucramiento de Argentina en la conflictividad bélica internacional durante la década de 1990, se relaciona también con los dos grandes atentados terroristas sufridos en ese momento, el atentado a la embajada de Israel de 1992, con un saldo de 22 muertos, y el atentado a la AMIA de 1994, con un saldo de 85 muertos.

### Con Croacia
Altos funcionarios croatas han declarado públicamente que gracias al envío de armas argentinas esa nación pudo armarse para defenderse y conservar su integridad y que ello permitió detener la guerra.

### Con el Perú
El envío de armas a Ecuador creó una grave crisis diplomática con el Perú, país con el que Argentina mantenía una alianza estratégica de larga duración en el equilibrio geopolítico regional, que se remonta a la Guerra de Independencia y al vínculo compartido con el libertador general José de San Martín. Además, Argentina era uno de los garantes del acuerdo de paz entre Perú y Ecuador celebrado mediante el Protocolo de Río de Janeiro de 1942, y el Perú había sido el único país que apoyó con armas, municiones y personal a la Argentina durante la Guerra de las Malvinas.
Entre 1995 y 2010 las relaciones diplomáticas entre Argentina y Perú se mantuvieron congeladas en su punto histórico más bajo. En 2010 la entonces presidenta Cristina Fernández de Kirchner pidió oficialmente perdón al Perú, en nombre del Estado y el pueblo argentinos. Como devolución el presidente peruano Alan García, dio por cerrado el "incidente" y llamó a retomar las relaciones.

## Investigación en el Senado argentino y periodística
El ministro de Defensa Oscar Camilión fue citado en el Senado a declarar ante una comisión investigadora presidida por la senadora Cristina Fernández de Kirchner, quien pidió que el ministro dimitiera a su cargo.
El tema fue investigado por el periodista Daniel Santoro del diario Clarín, quien publicó dos libros acerca del tema.
Según versiones periodísticas, había buen trato entre el Grupo Clarín y Menem, pero este último decidió no darle al principal grupo de medios gráficos y audiovisuales de la Argentina el acceso a la empresa de telefonía Telecom Argentina, para no entregarle un poder extra. Entonces el diario Clarín destapó el escándalo.

## Actuaciones judiciales

### Investigación judicial
La investigación en Argentina se inició por una denuncia del abogado Ricardo Monner Sans y los hechos fueron investigados por el fiscal Carlos Stornelli, en tres causas llevadas adelante por los jueces Jorge Urso, Julio Speroni, y Marcelo Aguinsky. En 2000 la Cámara le ordenó al juez Aguinsky dejar la causa.
En el marco de las investigaciones preliminares fueron detenidos preventivamente el expresidente Carlos Menem, el exinterventor de Fabricaciones Militares Luis Sarlenga, el exministro de Economía Domingo Cavallo y el asesor presidencial Emir Yoma.
En 2001 la Corte Suprema ordenó que las tres causas se unificaran en el fuero Penal Económico, donde se investigaba el delito de contrabando, quedando a cargo de la misma el juez Julio Speroni, quien dictó el sobreseimiento definitivo de todos los involucrados el 28 de agosto de 2003. La Cámara de Apelaciones revocó el sobreseimiento dispuesto por Speroni, que fue objeto de severas críticas que motivaron su renuncia cuando el Consejo de la Magistratura se preparaba para someterlo a un jury de enjuiciamiento. La investigación pasó al juez Rafael Caputo, que elevó la causa a juicio en 2008, con 18 acusados, entre ellos el expresidente Menem y el exministro Oscar Camilión.

#### Muerte sospechosa de un acusado
El 26 de agosto de 1998 fue encontrado muerto en su departamento el Capitán de Navío (R) Horacio Estrada. Era uno de los principales acusados en la causa, una de las tantas que tenía, ya que también se lo acusó de haber participado en el bombardeo de la Plaza de Mayo de junio de 1955 y estaba implicado en la Megacausa ESMA. Según las indagaciones del fiscal Stornelli, Estrada había controlado los embarques clandestinos de 5000 rifles FN FAL hacia Ecuador en el tiempo en que ese país sufría un embargo armamentístico internacional. Estrada había aparecido muerto de un disparo en la sien izquierda, a pesar de ser diestro. Como se encontró un revólver en la escena, se determinó que la muerte fue un suicidio, yendo en contra de las opiniones del fiscal Stornelli.

### Juicio y sentencia de primera instancia
Fue la primera vez en la historia argentina durante un gobierno democrático, que un expresidente de la Nación Argentina fue sometido a juicio. Resultó sorteado el Tribunal Oral en lo Penal Económico N.º 3 (TOPE 3), integrado por los jueces Horacio Artabe, Gustavo Losada y Luis Imas.
El juicio oral y público comenzó el 18 de octubre de 2008. Las audiencias se realizaron en las instalaciones ubicadas en la avenida Comodoro Py del barrio de Retiro y en las mismas declararon 383 testigos.
El 13 de septiembre de 2011 el tribunal dictó sentencia absolviendo a todos acusados. La decisión se tomó por mayoría, con la disidencia del juez Losada.

### Recursos

#### Sentencia de segunda instancia
El 8 de marzo de 2013 la Sala I de la Cámara Federal de Casación Penal (Raúl Madueño, Luis María Cabral y Juan Carlos Gemignani) revocó la sentencia y dictó un nuevo fallo condenando a doce de los acusados, por contrabando de armas agravado, con excepción de Emir Yoma, Enrique de la Torre y Mauricio Musí, cuyas absoluciones en primera instancia fueron confirmadas. La Cámara estableció también que la pena correspondiente a los doce condenados sería establecida por el tribunal de primera instancia (TOPE 3).
En junio de 2013 el TOPE 3 fijó las condenas de Carlos Menem (7 años), Oscar Camilión (5 años y 6 meses), Diego Palleros (5 años), Manuel Cornejo Torino (4 años y 6 meses), Haroldo Luján Fussari (4 años y 6 meses), Carlos Alberto Nuñez (4 años y 6 meses), Jorge Antonio Cornejo Torino (4 años y 6 meses), Luis Sarlenga (4 años y 6 meses), Edberto González de la Vega (4 años y 3 meses), Julio Jesús Sabra (4 años), Carlos Franke (4 años) y Teresa Irañeta de Canterino (4 años).

#### Corte Suprema
El 22 de agosto de 2017, la Corte Suprema por unanimidad (Lorenzetti, Highton de Nolasco,  Maqueda, Rosatti y Rosenkrantz) hizo lugar a los recursos extraordinarios de los acusados y ordenó dictar un nuevo fallo en el menor tiempo posible.
La Corte Suprema sostuvo que faltó la garantía del “doble conforme” (dos fallos condenatorios), porque ante la absolución dictada por el tribunal oral, los procesados fueron condenados por primera y única vez en la instancia de la Cámara de Casación.

#### Nueva sentencia de segunda instancia. Absolución
La causa fue enviada a la Sala I de la Cámara Federal de Casación Penal (Liliana Catucci, Carlos Mahiques y Eduardo Riggi) que el 4 de octubre de 2018 decidió absolver a todos los acusados debido a que no se había cumplido el "principio del plazo razonable" para arribar a una condena firme.